# لاندون باول
لاندون باول (بالإنجليزية: Landon Powell)‏ هو لاعب كرة قاعدة أمريكي، ولد في 19 مارس 1982 في رالي في الولايات المتحدة.

## وصلات خارجية
- لاندون باول على موقع دوري كرة القاعدة الرئيسي (الإنجليزية)
- لاندون باول على موقعبيزبول رفرنس.كوم (الدوري الرئيسي) (الإنجليزية)
- لاندون باول على موقعبيزبول رفرنس.كوم (الدوري الثانوي) (الإنجليزية)
- لاندون باول على موقع إي إس بي إن.كوم (أم.أل.بي) (الإنجليزية)
- لاندون باول على موقع مشجعي الرسوم البيانية (الإنجليزية)